# Bishnoïsme
Het bishnoïsme is een hindoeïstische stroming, gestoeld op de leringen van goeroe Jambheshwar (1451–1536). De volgelingen streven naar leven in eenheid met de natuur. De meesten leven in geloofsgemeenschappen in de Tharwoestijn en de noordelijke staten van India. Bishnois hebben verschillende pelgrimplaatsen. Hun heiligste plaats is Muktidhâm mukâm-nokha, een heiligdom voor Jambheshwar in het dorp Mukam, in het district Bikaner van Rajasthan.
De term bishnoi is afgeleid van vishnoi (volgers van Vishnoe). Deze naam wordt ook wel gebruikt, maar de leden van de stroming geven de voorkeur aan hun eigen spelling. Een alternatieve benaming is Prahladapanthi, daar de bishnois ook de hindoegod Prahlada aanbidden.

## Geschiedenis
Het bishnoïsme werd in 1485 gesticht door Jambheshwar, die ook wel Jambhaji of Jambhoji wordt genoemd. Hij predikte 51 jaar lang zijn leringen in een groot deel van India. Jambheshwar formuleerde zijn leringen in 120 shabads (hymnes), die in de Shabadwani werden gepubliceerd. Dit document, dat in het Devanagari werd opgetekend, bevat ook de 29 tenets; de leefregels van de bishnois.

### Slachtpartij in Khejarli

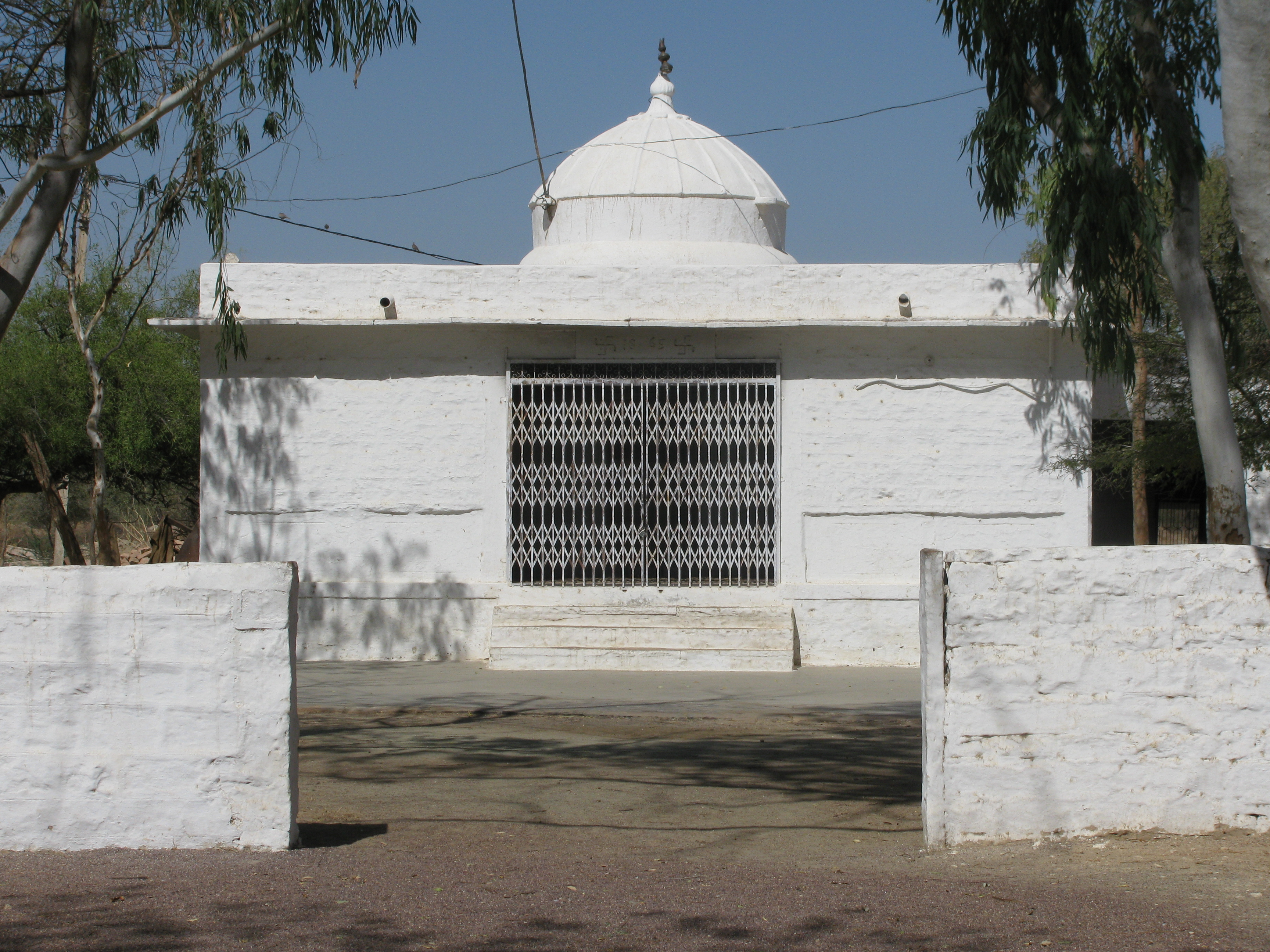
Herdenkingstempel in Khejarli

In september 1730 gaf maharadja Abhay Singh van Jodhpur aan zijn soldaten opdracht om in Khejarli Khejri-bomen (Prosopis cineraria) om te hakken voor de bouw van zijn paleis. De bishnoi Amrita Devi omhelsde een van de bomen in een poging deze te redden en haar familieleden en andere omstanders volgden haar voorbeeld. Devi zei de soldaten dat de dood van de bomen een belediging voor haar religie betekende en dat ze bereid was haar leven voor hen te geven. De soldaten doodden haar en veel andere bishnois. Toen de maharadja hier van hoorde, gaf hij bevel de slachtpartij te stoppen. Er vielen 363 slachtoffers, waarvan enkelen in Khejarli werden begraven. Elk jaar komen bishnois naar het dorp om de doden te herdenken.

## De 29 tenets

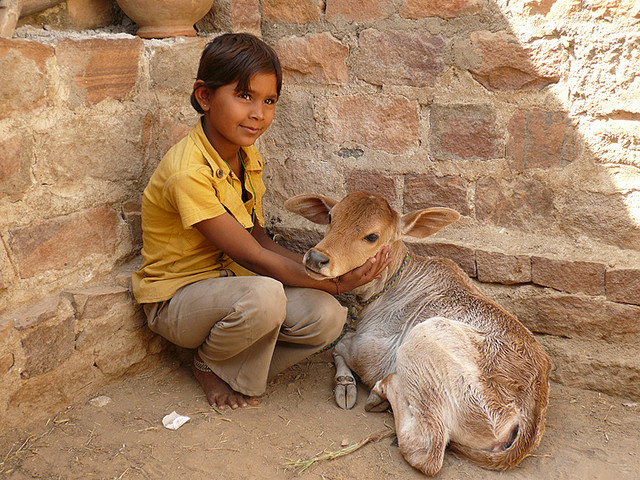
Een bishnoi-jongen met een kalf

De 29 tenets in de Shabadwani zijn onder te verdelen in vier categorieën. Tien tenets zijn voorschriften voor persoonlijke verzorging en gezondheid, zeven voor sociale omgang, vier voor aanbidding en acht voor natuurbehoud en bescherming voor alle levensvormen. Brandhout wordt bijvoorbeeld ontdaan van insecten voor het gebruikt wordt.
De 29 tenets van het bishnoïsme luiden als volgt:
1. Houd 30 dagen van rituele onreinheid in acht na de geboorte van het kind en houd moeder en kind uit de buurt van huishoudelijke activiteiten.
2. Houd een menstruerende vrouw vijf dagen in afzondering.
3. Neem elke ochtend voor zonsopgang een bad.
4. Gehoorzaam de ideale leefregels: bescheidenheid, geduld of tevredenheid, reinheid.
5. Bid elke dag twee keer; 's ochtends en 's avonds.
6. Houd een aarti voor Vishnoe in de avonduren.
7. Houd de yajna met gevoelens van vreugde, toewijding en liefde.
8. Gebruik gefilterd water, melk en schoongemaakt hout.
9. Spreek zuivere woorden in oprechtheid.
10. Vergeef vanuit het hart.
11. Wees oprecht barmhartig.
12. Steel niet en denk er niet over na.
13. Veroordeel of bekritiseer niet.
14. Lieg niet.
15. Geef niet toe aan meningsverschillen of discussies.
16. Vast op Amavashya (nieuwe maan).
17. Aanbid en reciteer Vishnoe in gebed
18. Wees genadig voor alle levende wezens en heb hen lief.
19. Hak geen groene bomen om, bescherm het milieu.
20. Vernietig lust, woede, hebzucht en gehechtheid.
21. Maak je eigen eten klaar.
22. Zorg voor de opvang van in de steek gelaten dieren en voorkom zo dat ze worden geslacht in slachterijen.
23. Steriliseer geen stieren.
24. Gebruik of verhandel geen opium.
25. Rook niet en gebruik geen tabaksproducten.
26. Gebruik geen bhang of hennep.
27. Drink geen alcohol.
28. Eet geen vlees, blijf altijd strikt vegetarisch.
29. Gebruik geen violetblauwe kleurstof die is verkregen uit de indigoplant.